# Янки, Джозеф
Джозеф Агбор Янки Бах (англ. Joseph Agbor Yanki Bah; родился 27 ноября 1993, Дуала) — камерунский футболист, полузащитник. Выступал за сборную Камеруна.

## Карьера
Начал свою карьеру в камерунском футбольном клубе «Ньялла Куан СА», где выступал с 2013 по 2014 год. Затем он перешёл в «Грассленд ФК», потом в «Котон Спорт». На этом его карьерный путь в Камеруне окончился.
Сыграл два матча за сборную Камеруна в рамках квалификации на чемпионат африканских наций 2015 года против Республики Конго.
В 2017 году он впервые перешёл в зарубежный клуб, а именно в марокканский ФК МАС. Там он играл 3 сезона, вплоть до 2020 года. В период с февраля 2020 года и до марта 2022 года оставался свободным агентом.
В марте 2022 года на правах свободного агента перешёл в латвийский клуб «Даугавпилс». Дебютировал за клуб 13 марта 2022 года в матче против клуба «Тукумс 2000». Своей первой результативной передачей отличился 24 апреля 2022 года в матче против «Метта». В своём следующем матче против «Тукумса» 30 апреля 2022 года забил дебютный гол.